# 2019년 두산 베어스 시즌
2019년 두산 베어스 시즌은 두산 베어스가 KBO 리그에 참가한 21번째 시즌으로, OB 베어스 시절까지 합하면 38번째 시즌이다. 김태형 감독이 팀을 이끈 5번째 시즌이며, 오재원이 2년째 주장을 맡았다. 팀은 한 때 9경기까지 벌어졌던 경기 차를 뒤집고 정규 시즌 마지막 날 극적으로 기존 1위였던 SK 와이번스와 승률을 동률로 맞췄고, 상대 전적에서 SK 와이번스에게 앞섰던 덕에 기적적으로 정규 시즌 단독 1위에 올라 한국시리즈에 직행했다. 이후 한국시리즈에서 키움 히어로즈를 4승 무패로 스윕하며 창단 6번째 통합 우승을 달성했다.

## 타이틀
- 프리미어12 은메달: 이영하, 이용찬, 함덕주, 박세혁, 허경민, 김재환, 박건우
- KBO MVP: 린드블럼
- KBO 골든글러브: 린드블럼 (투수), 페르난데스 (지명타자)
- KBO 골든포토상: 배영수
- 한국시리즈 MVP: 오재일
- 완투 : 유희관 (2)
- 다승 : 린드블럼 (20)
- 선발승 : 린드블럼 (20)
- 이닝 : 린드블럼 (194.2)
- 탈삼진 : 린드블럼 (189)
- 승률 : 린드블럼 (0.870)
- 출장 (타자) : 페르난데스 (144)
- 타석 : 페르난데스 (645)
- 안타 : 페르난데스 (197)
- 희생플라이 : 김재호, 허경민, 최주환, 박건우, 김재환 (11)
- 이닝 당 출루허용률 : 린드블럼 (1.00)
- 피안타율 : 린드블럼 (0.226)
- 터프세이브 : 함덕주 (6)
- 풋아웃 : 오재일 (1031)
- 매직글러브 : 정수빈
- ADT캡스 수비상: 오재일 (1루수)
- 조아제약 프로야구대상 대상: 김태형
- 조아제약 프로야구대상 최고수비상: 정수빈
- 조아제약 프로야구대상 특별상: 배영수
- 조아제약 프로야구대상 기량발전상: 박세혁
- 조아제약 프로야구대상 TIKTOK 인기상: 이영하
- 조아제약 프로야구대상 TIKTOK 인기구단상: 두산 베어스
- 일구상 최고투수상: 이영하
- 일구상 의지노력상: 박세혁
- 스포츠서울 올해의 투수: 린드블럼
- 스포츠서울 올해의 감독: 김태형
- 스포츠서울 올해의 수비: 정수빈
- 웰컴톱랭킹 투수 MVP: 린드블럼
- 웰컴톱랭킹 3~4월 타자 1위: 페르난데스
- 웰컴톱랭킹 8월 타자 1위: 오재일
- 올스타 선발: 김재호 (유격수), 페르난데스 (지명타자)
- 올스타전 추천선수: 린드블럼, 이영하, 박세혁, 류지혁
- 컴프야 포인트 베스트 라인업: 린드블럼 (투수), 페르난데스 (지명타자)
- 포브스 구단가치 평가 1위: 두산 베어스 (1907억)
- 컴투스프로야구 레전드 카드: 김동주
- 컴투스프로야구 두산 베어스 베스트 라인업: 김태형 (감독), 권명철 (수석코치), 정경배 (타격코치), 김민재 (주&수코치), 김원형 (투수코치), 정재훈 (불펜코치)
- 컴투스프로야구2022 타이틀홀더 라인업: 린드블럼 (선발투수), 페르난데스 (지명타자)
- 컴투스프로야구 10년대 올스타: 린드블럼 (선발투수)
- 컴투스프로야구 2019 레전드 골글팀: 김태형 (감독), 권명철 (수석코치), 정경배 (타격코치), 김민재 (주&수코치), 김원형 (투수코치), 정재훈 (불펜코치), 린드블럼 (구원투수), 후랭코프 (구원투수), 김재환 (우익수)
- 컴투스프로야구 주요 외국인선수 라인업: 린드블럼 (선발투수)
- 컴투스프로야구 가을의 전설 라인업: 정수빈 (중견수)
- 컴투스프로야구 아빠와 아들 라인업: 박세혁 (포수)
- 컴투스프로야구 시그니처 카드: 유희관, 이용찬, 박건우

### 퓨처스리그
- 아시아 윈터 베이스볼 리그 국가대표: 김호준
- 플레이어스 초이스 어워드 퓨처스리그 우수선수상: 박소준
- 북부리그 홈런: 국해성 (10)
- 북부리그 출루율: 김인태 (0.428)
- 북부리그 출장(투수): 김호준 (41)
- 북부리그 세이브: 최대성 (6)

## 선수단
- 선발투수: 린드블럼, 이영하, 유희관, 후랭코프, 이용찬, 이현호
- 구원투수: 최원준, 윤명준, 이형범, 함덕주, 권혁, 김승회, 이현승, 장원준, 홍상삼, 박신지, 최대성, 박정준, 강동연, 박치국
- 마무리투수: 김민규, 배영수
- 포수: 박세혁, 이흥련, 장승현, 박유연
- 1루수: 오재일, 신성현
- 2루수: 최주환, 정병곤, 이유찬, 서예일, 오재원
- 유격수: 김재호, 류지혁
- 3루수: 허경민, 전민재
- 좌익수: 김재환, 김인태, 김태근, 김경호, 정진호
- 중견수: 정수빈, 김대한
- 우익수: 박건우, 백동훈, 송승환, 국해성
- 지명타자: 페르난데스

## 여담
- 페르난데스는 KBO 리그 역대 최초의 아이티 국적 선수가 되었다.
- 페르난데스는 전반기 130안타로 KBO 리그 단일 시즌 전반기 최다 기록을 세웠다.
- 박세혁은 10월 1일 NC 다이노스와의 정규시즌 최종전에서 끝내기 안타를 쳐 팀의 정규 시즌 1위를 확정지었다. 정규 시즌 1위를 끝내기로 확정지은 것은 이때가 KBO 사상 처음이다.
- 한국시리즈 1차전에서는 키움 히어로즈를 상대로 오재일이 끝내기 안타를 쳤고, 2차전에서는 박건우가 끝내기 안타를 쳐 팀은 한국시리즈 사상 최초로 한국시리즈에서 2경기 연속으로 끝내기로 이긴 팀이 되었다.
- 팀은 83개의 희생플라이를 쳐 단일 시즌 팀 최다 희생플라이 기록을 세웠다.
- 팀은 린드블럼의 선발 등판 경기에서 총 24승을 기록해 2013년 이후 역대 KBO 단일 시즌 특정 투수 선발 등판 경기 최다승을 달성했다.
- 유희관은 이 시즌 2013년 이후 KBO 리그에서 규정 이닝을 채운 투수 중 단일 시즌 헛스윙 스트라이크 비율이 가장 낮았다.
- 유희관은 이 시즌 2013년 이후 KBO 리그에서 규정 이닝을 채운 투수 중 단일 시즌 스윙 대비 콘택트 허용 비율이 가장 높았다.
- 유희관은 이 시즌 2013년 이후 KBO 리그에서 규정 이닝을 채운 투수 중 단일 시즌 투스트라이크 투구 대비 삼진 결정 비율이 가장 낮았다.
- 유희관은 이 시즌 2013년 이후 KBO 리그에서 규정 이닝을 채운 투수 중 단일 시즌 스트라이크 존 내 투구 비율이 가장 낮았다.
- 박세혁은 상대의 포일 사이 총 4회 진루하여 2013년 이후 KBO 리그 단일 시즌 최다 기록을 세웠다.
- 박건우는 3루에서 홈으로 총 18번 태그업에 성공하여 2013년 이후 단일 시즌 최다 기록을 세웠다.
- 신성현은 2013년 이후 KBO 리그 최초로 투수 제외 전 포지션을 소화해 본 야수가 되었다.
- 페르난데스는 이 시즌 WAR 5.23으로 KBO 리그 역대 외국인 지명타자 중 단일 시즌 최고 기록을 세웠다.
- 배영수는 이 시즌에 선수로서 개인 통산 8번째이자 마지막 한국시리즈 우승을 경험해 KBO 리그에서 가장 많이 우승을 경험한 선수가 되었다. 또한 KBO 리그에서 선수로 우승 반지를 가장 많이 받은 선수가 되었다. 다만 통산 보크 13개로 이 부문 KBO 리그 최다 기록도 세웠다.
- 린드블럼은 이 시즌을 끝으로 KBO 리그를 떠나 KBO 리그 통산 1000이닝 미만 소화 외국인 투수 중 통산 최고 WAR(29.94) 기록을 세웠다.

## 같이 보기
- 2005년 두산 베어스 시즌
- 2007년 두산 베어스 시즌
- 2008년 두산 베어스 시즌
- 2013년 두산 베어스 시즌
- 2015년 두산 베어스 시즌
- 2016년 두산 베어스 시즌
- 2017년 두산 베어스 시즌
- 2018년 두산 베어스 시즌
- 2020년 두산 베어스 시즌